# Ouro Preto (gemeente)
Ouro Preto is een gemeente in de Braziliaanse deelstaat Minas Gerais. De gemeente telt 69.495 inwoners (schatting 2009).
Het historisch centrum van Ouro Preto staat op de werelderfgoedlijst van de UNESCO.

## Geboren
- Ignácio Parreiras Neves (1730-1794), componist, organist en zanger
- Aleijadinho (1738-1814), beeldhouwer en architect
- Florêncio José Ferreira Coutinho (1750-1819), componist, dirigent, organist, cantor en trompettist
- Marcos Coelho Neto (1763-1823), componist
- Jerônimo de Souza Lôbo (?-1810),  componist, organist, violist en fluitist
- Afonso Celso de Assis Figueiredo (1836-1912), premier van Brazilië (1889)